# Parque de atracciones de Prípiat

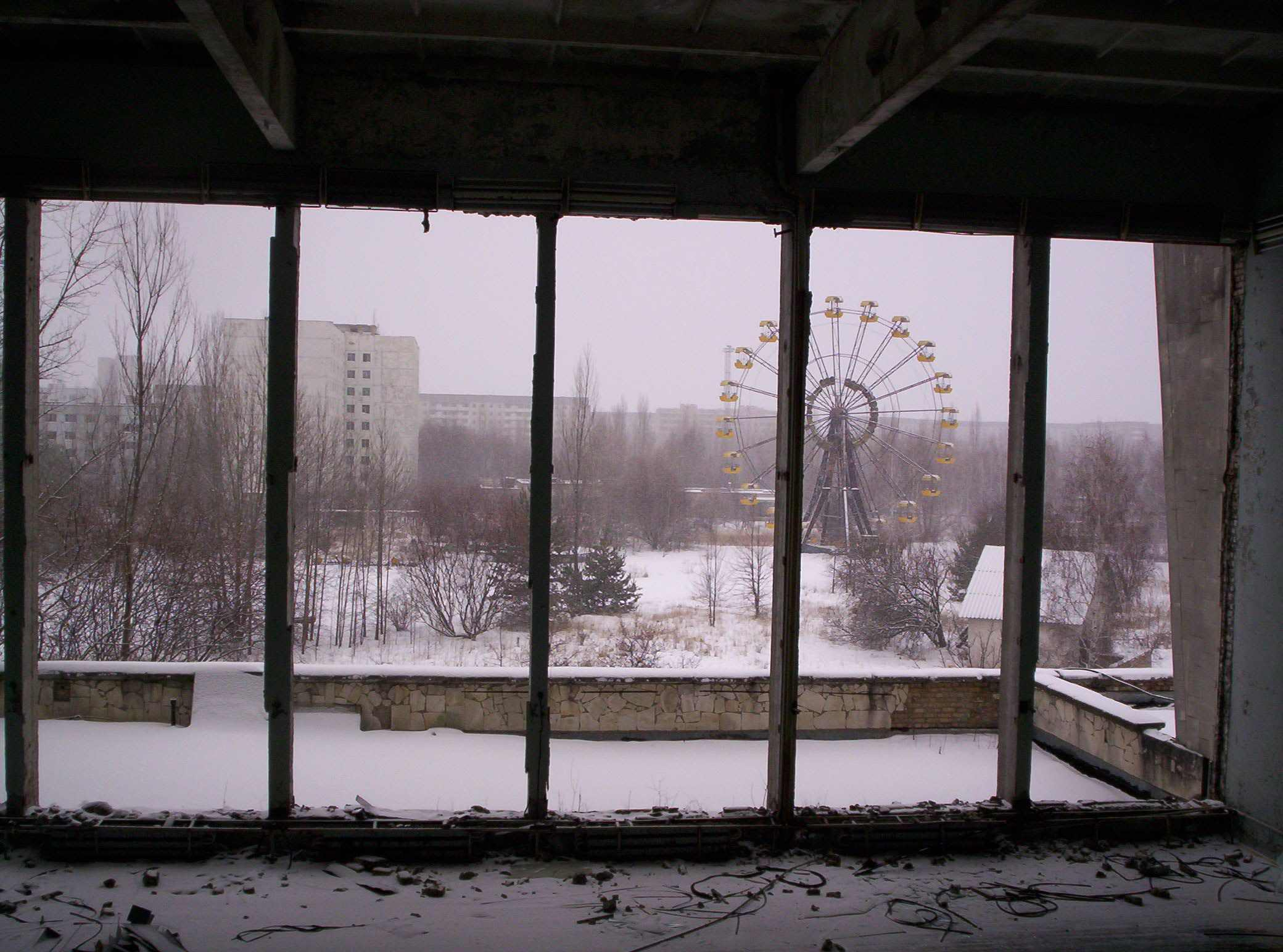
Imagen de la noria desde el interior del Palacio de la Cultura de Prípiat

El parque de atracciones de Prípiat es un parque de atracciones localizado en el centro de dicha ciudad y abandonado debido al accidente de Chernóbil. La inauguración del parque estaba prevista para el 1 de mayo de 1986, coincidiendo de esta forma con el Día del Trabajador, fiesta nacional en la entonces Unión Soviética. Sin embargo, los planes de apertura se frustraron cuando el 26 de abril estalló el reactor 4 de la Central nuclear de Chernóbil. Existe la teoría de que el parque fue abierto al público en la mañana del 27 de abril, a fin de distraer a los ciudadanos de Prípiat antes de la evacuación de la ciudad. Algunas de las atracciones nunca fueron finalizadas.
A día de hoy, el parque, y en especial la noria, son un símbolo del desastre de Chernóbil.

## Atracciones

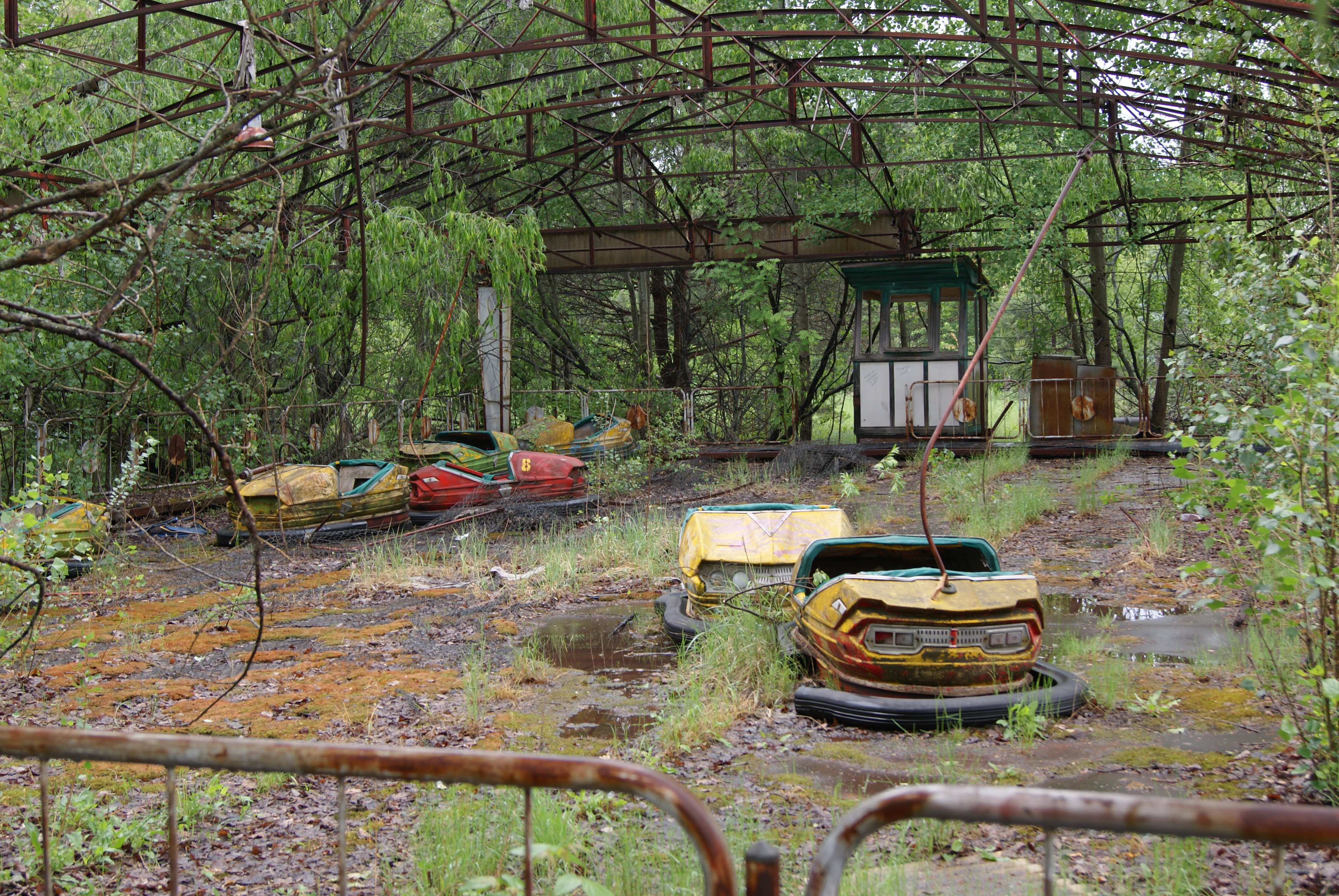
Coches de choque en 2013

El parque contaba con cuatro atracciones:
- Una noria
- Coches de choque
- Un barco balancín
- Un carrusel

Además de la noria, el parque de los coches de choque es un centro en el que varios fotógrafos y turistas depositan peluches y demás juguetes para reflejar la soledad.

## Radiación
Los niveles de radiación del parque varían dependiendo de la zona en la que se realizan las mediciones. Los liquidadores limpiaron la zona luego de que los helicópteros utilizaran el predio como pista de aterrizaje. El pavimento es relativamente seguro, aunque otros lugares presentan índices de radiación altamente peligrosos, de hasta 25 µSv/h.